# Pixel (edytor graficzny)
Pixel (dawniej Pixel32) – zaawansowany program do edycji grafiki rastrowej, tworzony z wykorzystaniem Free Pascal. Pixel pracuje w skali szarości, RGB, CMYK oraz HDR (co pozwala na edycję obrazów o wysokim zakresie dynamiki). Jest aplikacją wieloplatformową – działa na komputerach z procesorami x86, x86-64, PowerPC, ARM, SPARC oraz systemach operacyjnych od MS DOS, poprzez MS Windows i Linux, na OS X i FreeBSD skończywszy.
Autorem programu jest Pavel Kanzelsberger, który rozwija program od 1997 roku. Pierwotnie powstawał on jako aplikacja dla systemu DOS. Od tamtej pory był on kilkakrotnie przepisany, zaś obecna wersja aplikacji jest rozwijana od roku 2003. Program jest wciąż w fazie beta, pojawienie się stabilnej, oficjalnej wersji było zaplanowane na 2007 r.
W maju 2009 prawa do aplikacji zostały sprzedane firmie Globell, B.V. z Holandii. Od tamtego czasu pojawiają się tylko okazjonalnie plotki na temat dalszego rozwoju aplikacji pod nazwą Pixel Studio Pro. 

## Wspierane systemy operacyjne
Pixel dostępny jest na następujące systemy:
- FreeBSD na x86,
- IBM eComStation i OS/2,
- Linux/x86, Linux/PowerPC, Linspire
- OS X PowerPC oraz x86,
- MorphOS PowerPC,
- MS DOS
- QNX x86,
- SkyOS
- Windows,
- Zeta oraz BeOS na x86,

## Konstrukcja i możliwości
Program został zaprojektowany, aby być możliwie małym i wydajnym. Jest łatwy w lokalizacji i obsługuje pełny Unicode. Dostępnych jest obecnie (jesień 2006) kilkanaście lokalizacji, m.in. angielska, niemiecka, francuska, hiszpańska, holenderska, słowacka, chorwacka, szwedzka, polska, rosyjska, koreańska, węgierska, afrykanerska, portugalska w dialekcie brazylijskim i inne.
Pixel obsługuje:
- IME i XIM dla języków azjatyckich,
- TWAIN dla zgodnych z nim skanerów i aparatów cyfrowych,
- SANE dla zgodnych skanerów, aparatów cyfrowych i innych urządzeń (Linux, BeOS, eComStation)
- nacisku dla tabletów graficznych
- schowki dla palet kolorów
- według autora – niemal wszystkie formaty graficzne (w tym GIF, PNG, JPG wraz z JPEG 2000, TIFF, BMP, częściowo PSD)

### Edycja obrazów
Program pozwala na:
- pracę na warstwach, ścieżkach, kanałach, maskach oraz selekcjach
- zarządzanie kolorami w trybach RGB, CMYK, skali szarości oraz 8 i 16-bitowym trybach CIELab
- pracę z obrazami HDR (ang. High Dynamic Range) z 32-bitową precyzją na kanał. Obrazy HDR są edytowane w pełnej jakości, a nie w 8-bitowym RGB, jak ma to miejsce w przypadku niektórych innych programów
- pracę z efektem czasu rzeczywistego dla warstw,
- zapisywanie gotowych zestawów efektów jako stylów warstw, przeglądanie oraz wyszukiwanie

### Retusz zdjęć
Program zawiera:
- zestaw pędzli, wliczając pędzle pełnokolorowe oraz animowane
- narzędzia do retuszu wraz z efektami specjalnymi
- zestaw filtrów w postaci pluginów

### Obsługa pracy z WWW
- cięcie obrazów oraz optymalizacja formatów grafiki dla stron www (GIF, PNG, JPEG, WBMP)
- możliwość bezpośredniej edycji kodu wynikowego HTML bez nadpisywania zmian użytkownika
- obsługa map ilustracji
- możliwość tworzenie niewielkich animacji na potrzeby stron internetowych w formacie GIF